# Voice (gruppo musicale)
I Voice sono stati un duo musicale cipriota formato nel 2000 da Alexandros Panagī e Christina Argyrī.
Hanno rappresentato Cipro all'Eurovision Song Contest 2000 con il brano Nomiza.

## Carriera
Il 16 febbraio 2000 i Voice hanno partecipato alla selezione del rappresentante cipriota per l'Eurovision con il loro singolo di debutto, Nomiza, cantato in greco e in italiano. Sono stati incoronati vincitori dalla giuria. All'Eurovision Song Contest 2000, che si è tenuto il successivo 13 maggio a Stoccolma, si sono piazzati al 21º posto su 24 partecipanti con 8 punti totalizzati.

## Discografia

### Singoli
- 2000 – Nomiza